# Aelius Bassianus
Aelius Bassianus (sein Praenomen ist nicht bekannt) war ein im 2. oder 3. Jahrhundert n. Chr. lebender Angehöriger des römischen Ritterstandes (Eques).
Durch eine Weihinschrift, die beim Kastell Pförring gefunden wurde und die auf 101/230 datiert wird, ist belegt, dass Bassianus Präfekt der Ala I Singularium pia fidelis civium Romanorum war.